# البيزو الفلبيني الصادر عن الحكومة اليابانية
خلال الحرب العالمية الثانية في الفلبين، أصدرت الحكومة اليابانية المحتلة عملة ورقية بعدة فئات؛ هذا ما يُعرف باسم البيزو الفلبيني الصادر عن الحكومة اليابانية (انظر أيضًا أموال الغزو الياباني). حظرت الحكومة اليابانية حيازة العملة الحربية، وأعلنت احتكارًا لإصدار الأموال، بحيث يمكن القبض على أي شخص يُعثر على أوراق نقدية حربية أو حتى إعدامه.
أطلق بعض الفلبينيين على البيزو الورقي اسم "عملة ميكي ماوس" ازدرائيًا. يروي العديد من الناجين من الحرب قصصًا عن ذهابهم إلى السوق محملين بحقائب أو " بايونغ" (أكياس محلية مصنوعة من جوز الهند المنسوج أو شرائح أوراق البوري) مليئة بالأوراق النقدية اليابانية. ووفقًا لأحد الشهود، كان 75 بيزو "ميكي ماوس"، أو حوالي 35 دولارًا أمريكيًا آنذاك، كافيًا لشراء بيضة بط واحدة. في عام 1944، كان سعر علبة أعواد الثقاب أكثر من 100 بيزو "ميكي ماوس".
كثيراً ما استخدم أفراد الحرب النفسية الأمريكية هذه الأوراق النقدية كمنشورات دعائية. طُبعت على أوراق الاحتلال الياباني عبارة "مجال الرخاء المشترك: ما قيمته؟"، في محاولة لتشويه سمعة مجال الرخاء المشترك في شرق آسيا الكبرى، وأُلقيت من طائرات الحلفاء فوق الأراضي المحتلة. مع اقتراب نهاية الحرب، شهدت العملة تضخماً مفرطاً، تسبب في زيادة سريعة في قيمة الأوراق النقدية المتداولة.

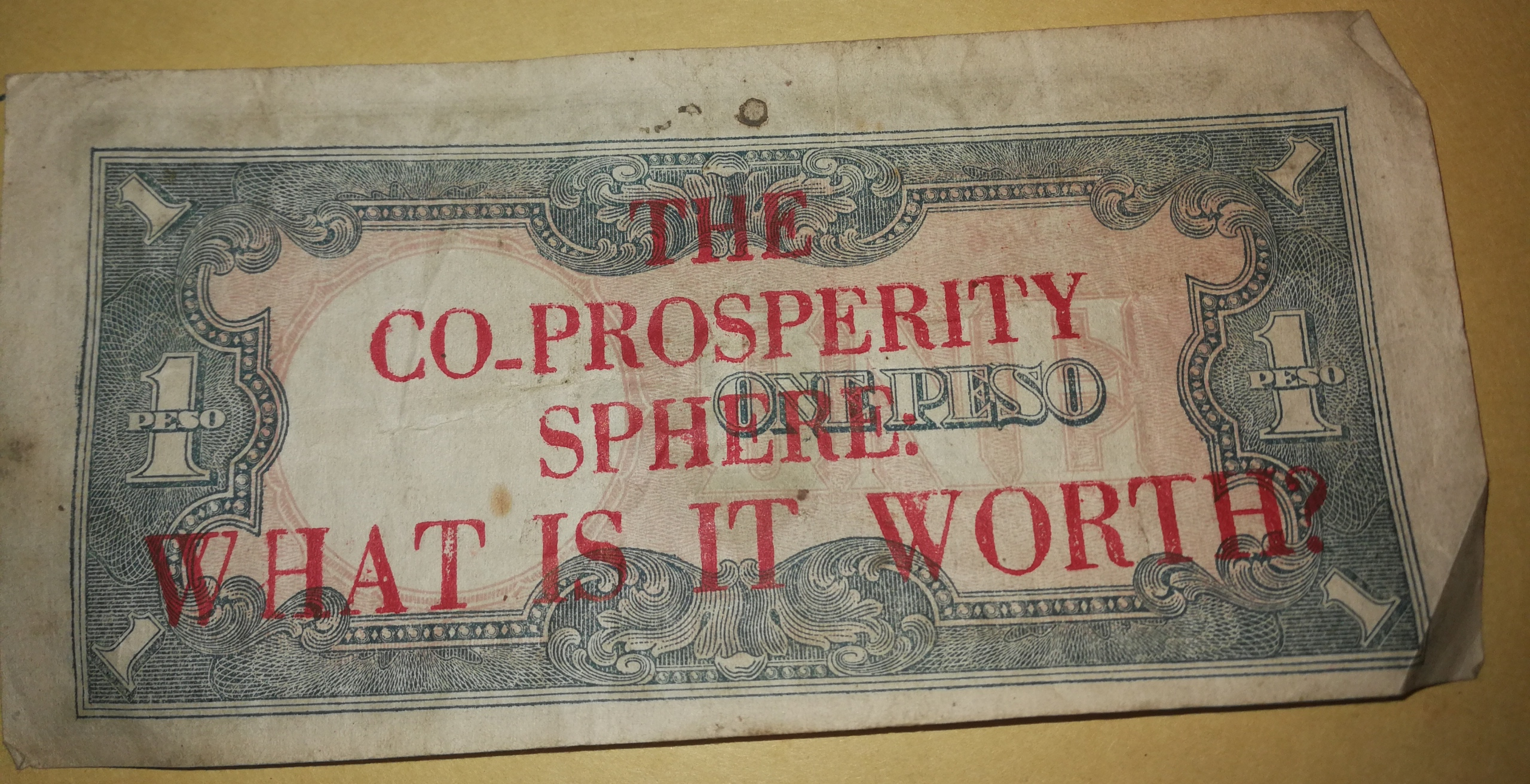
ورقة نقدية من فئة بيزو واحد تحمل عبارة "مجال الرخاء المشترك"، والتي تم إلقاؤها بعد ذلك في المناطق التي احتلتها القوات اليابانية الإمبراطورية كشكل من أشكال الحرب النفسية.

## الأوراق النقدية المزيفة
زورت الولايات المتحدة الأوراق النقدية طوال الحرب جزئيًا في محاولة لزعزعة استقرار الاقتصاد المحلي، بالتالي إضعاف معنويات اليابانيين، وتزويد المتمردين الذين يقاتلون اليابانيين. طلب الجنرال ماك آرثر من مكتب الخدمات الاستراتيجية (OSS) استنساخ العملة اليابانية في الفلبين لعودته في النهاية. ومن حسن الحظ، عُثر على مصدر للورق المصنوع من نباتات أصلية في اليابان في الولايات المتحدة عندما استنفد هذا المصدر، نُقلت عملية التزوير إلى أستراليا. في عام 1943، طلب ماك آرثر واستلم الأوراق النقدية المزورة التالية: خمسة ملايين ورقة نقدية من فئة 10 بيزو، ثلاثة ملايين ورقة نقدية من فئة 5 بيزو، مليون ونصف مليون ورقة نقدية من فئة 1 بيزو، وخمسمائة ألف ورقة نقدية من فئة 50 سنتافو. ومن المعروف أن التزويرات الأمريكية تحتوي على رموز الأحرف الكبيرة التالية:
- اوراق نقدية من فئة 50 سنتافو: PA، PB، PE، PF، PG، PH وPI
- أوراق نقدية من فئة 1 بيزو: PH
- أوراق نقدية من فئة 5 بيزو: PD
- أوراق نقدية من فئة 10 بيزو: PA وPB وPC

## الفئات

### سلسلة 1942
| صورة | قيمة      | تاريخ الإصدار | مسلسل |
| ---- | --------- | ------------- | ----- |
|      | 1 سنتافو  | 1942          | أولاً  |
|      | 5 سنتافو  | 1942          | أولاً  |
|      | 10 سنتافو | 1942          | أولاً  |
|      | 50 سنتافو | 1942          | أولاً  |
|      | 1 بيزو    | 1942          | أولاً  |
|      | 5 بيزو    | 1942          | أولاً  |
|      | 10 بيزو   | 1942          | أولاً  |

### سلسلة 1943-1945
صدرت سلسلة جديدة من الأوراق النقدية من فئات 1، 5 و10 بيزو في عام 1943. كما أجبر التضخم اليابانيين على إصدار أوراق نقدية من فئات 100، 500 و1000 بيزو في عام 1944، وورقة نقدية من فئة 2000 بيزو في عام 1945. يحمل وجه جميع الأوراق النقدية، باستثناء فئة 2000 بيزو، نصب ريزال التذكاري في مانيلا.
| صورة | قيمة      | تاريخ الإصدار | مسلسل |
| ---- | --------- | ------------- | ----- |
|      | 1 بيزو    | 1943          | ثانية |
|      | 5 بيزو    | 1943          | ثانية |
|      | 10 بيزو   | 1943          | ثانية |
|      | 100 بيزو  | 1944          | ثانية |
|      | 500 بيزو  | 1944          | ثانية |
|      | 1000 بيزو | 1945          | ثانية |

## روابط خارجية
- Bangko Sentral ng Pilipinas - الموقع الرسمي لـ Bangko Sentral ng Pilipinas
- العملة الفلبينية خلال الحرب العالمية الثانية